# Louis-Nicolas Flobert
Louis-Nicolas Flobert, né le 9 février 1818 à Villers-Cotterêts et mort le 7 janvier 1894 à Gagny, est un armurier et inventeur français. 
Il invente notamment la cartouche à percussion annulaire.

## Biographie
Louis-Nicolas Flobert invente la première cartouche métallique à percussion annulaire en 1845. Il s'agissait d'une innovation majeure dans le domaine des munitions d'armes à feu. Au début du XIXe siècle une cartouche était simplement un récipient de toile ou de papier contenant tout le nécessaire pour un tir : une quantité pré-mesurée de poudre à canon, une balle, tandis que le récipient servait de bourre. L'apparition des amorce au fulminate de mercure, dans le premier quart du même siècle, simplifie le tir, mais elles ne sont au début qu'un élément supplémentaire de la cartouche. En 1808 Jean Samuel Pauly met au point la première cartouche intégrée : elle comporte une base en cuivre avec l'amorce, et son corps en papier contient la poudre, la bourre et la balle ; elle peut être utilisé directement dans une arme à chargement par la culasse. Ces dernières existent depuis des siècles, mais à cette époque le problème d'étanchéité qu'elles posent n'est pas encore résolu de façon assez satisfaisante pour supplanter les armes chargées par la bouche.  
Flobert remplace le papier par du laiton. La munition est alors résistante aux intempéries et parfaitement standardisable. De plus, le métal peut faire office de joint pour assurer l'étanchéité de la culasse.
La cartouche Flobert de 6 mm se composait d'un bouchon de percussion avec une balle attachée au dessus. Ces cartouches ne contiennent pas de poudre, la seule substance propulsive contenue dans la cartouche est celle de l'amorce. En Europe, le .22 BB Cap (introduit en 1845) et le .22 CB légèrement plus puissant (introduit en 1888) sont tous deux appelés Flobert de 6 mm et sont considérés comme la même cartouche. Ces cartouches ont une vitesse de bouche relativement faible d'environ 210 à 250 m/s.
Flobert a également conçu différentes armes pour cette cartouche. Ces « fusils de salon » comme il les appelait étaient destiné au tir sportif en stand de tir (éventuellement chez soi) et ont connu une certaine popularité vers le milieu du XIXe siècle. Ils étaient généralement assez gros avec un barillet lourd et ne pouvaient tirer qu'un coup à la fois.
En Europe, les fusils à âmes lisses de 9 mm Flobert sont couramment utilisés par les jardiniers et les fermiers pour la lutte antiparasitaire ; ces armes sont très peu ou pas restreintes, même dans les pays où les lois sur les armes à feu sont strictes. Ces armes à courte portée ne peuvent plus faire de mal au-delà de 15 à 20 mètres, et sont relativement silencieuses lorsqu'elles tirent des munitions chargées en grenailles (type chevrotine), par rapport aux munitions à balle. Ils sont particulièrement efficaces à l'intérieur des granges et des hangars, car la volée de petits plomb projectiles perdra rapidement de la vitesse et ne créera pas de trous dans le toit ou les murs. Également et important, si les plombs ricochent, le risque de blesser le bétail est extrêmement faible. Ces fusils sont également utilisés pour la lutte antiparasitaire dans les aéroports, les entrepôts, les parcs à bestiaux, , etc.
La cartouche Flobert 9 mm peut également tirer une petite balle, mais est principalement chargé avec une petite quantité de tir. Sa puissance et sa portée sont très limitées, ce qui le rend approprié uniquement pour la lutte antiparasitaire.
Les cartouches métalliques avec des amorces continuent d'être à ce jour la norme dans les armes à feu. L'amorce est à la base de la cartouche, soit en son pourtour pour une cartouche à percussion annulaire, soit en son centre de la base pour une cartouche à percussion centrale. La percussion annulaire est plus commode pour déclencher le tir (il suffit de frapper l'amorce depuis n'importe quelle direction) mais elle comporte plus de risque de détonation involontaire (lors d'une chute par exemple) que la percussion centrale, où ce risque est quasi-nul. Ce souci de sécurité fait qu'en règle générale, les cartouches puissantes sont à percussion centrale.

## Classification française
En France, les carabines et munitions Flobert sont classées en catégorie C. Elles sont accessibles avec un permis de chasse ou une licence de la Fédération Française de Tir (FFT).